# مارايولا فوينتيس
مارايولا فوينتيس (بالإسبانية: Mariola Fuentes)‏ هي ممثلة إسبانية، ولدت يوم 12 أغسطس 1970 في مربلة في إسبانيا.

## روابط خارجية
- مارايولا فوينتيس على موقع IMDb (الإنجليزية)
- مارايولا فوينتيس على موقع ألو سيني (الفرنسية)
- مارايولا فوينتيس على موقع أول موفي (الإنجليزية)
- مارايولا فوينتيس على موقع قاعدة بيانات الأفلام السويدية (السويدية)
- مارايولا فوينتيس على موقع قاعدة بيانات الفيلم (الإنجليزية)
- مارايولا فوينتيس على موقع كينوبويسك (الروسية)